# ستراموستن
ستراموستن (صربی: Strmosten}} یک منطقهٔ مسکونی در صربستان است.